# Aldo Maccione
Aldo Maccione (Torino, 1935. november 27. –) olasz színész.

## Életrajza
1958 és 1966 között az I Brutos nevű formáció tagja volt. 1964-től szerepelt filmekben, az 1980-as évek végétől már inkább drámai szerepeket játszott. 2010-ben egészségi okokból visszavonult a színpadtól.

## Filmjei
- Házavatás (színes, francia-angol vígjáték, 2005)
- Feledékeny gengszterek (színes, olasz vígjáték, 2002)
- A Titanic szobalánya (színes, spanyol-francia-olasz-német romantikus dráma, 1997)
- Perdiamoci di vista! (színes, olasz vígjáték, 1994)
- Csetepaté Rióban (színes, brazil-francia-olasz vígjáték, 1987)
- Cappucino felügyelő (színes, francia krimi, 1984)
- A szívtipró (francia vígjáték, 1983) Vittorio Garibaldi
- Fotogén vagyok (színes, olasz-francia vígjáték, 1980)
- Te vagy a hunyó! (színes, francia vígjáték, 1980) Aldo Barazutti
- Félénk vagyok, de hódítani akarok (színes, francia vígjáték, 1978) Aldo Ferrari
- Jómadarak (színes, francia vígjáték, 1978)
- La vergine, il toro e il capricorno (színes, olasz vígjáték, 1977)
- A svihák (színes, francia-olasz vígjáték, 1976) színész
- Bruciati da cocente passione (színes, olasz vígjáték, 1976)
- Le avventure e gli amori di Scaramouche (színes, olasz-NSZK-jugoszláv vígjáték, 1976)
- Hármas fogat (színes, olasz vígjáték, 1975)
- Fischia il sesso (színes, olasz vígjáték, 1974)
- De hová tűnt a 7. század? (színes, francia-olasz háborús vígjáték, 1973)
- L'aventure, c'est l'aventure (színes, francia-olasz vígjáték, 1972)

## További információ
- Aldo Maccione a PORT.hu-n (magyarul)
- Aldo Maccione az Internetes Szinkronadatbázisban (magyarul)
- Aldo Maccione az Internet Movie Database-ben (angolul)
- Aldo Maccione a Rotten Tomatoeson (angolul)
- Aldo Maccione az AlloCiné weboldalán (franciául)
- Aldo Maccione Profile. Famousfix.com. (Hozzáférés: 2023. február 4.)